# Hasan Abdal
Hasan Abdal (en ourdou : حسن ابدال) est une ville pakistanaise, située dans le district d'Attock, dans le nord de la province du Pendjab. Elle est aussi la capitale sur tehsil du même nom.
La ville se trouve à la jonction entre les deux routes internationales Grand Trunk Road et la route du Karakorum.
La ville se situe à seulement 40 kilomètres au nord-ouest de Rawalpindi et à proximité immédiate de la frontière avec la province de Khyber Pakhtunkhwa.
La ville est connue pour abriter le gurdwara Panja Sahib, un important lieu de culte sikh.
La population de la ville a été multipliée par près de quatre entre 1972 et 2017 selon les recensements officiels, passant de 16 721 habitants à 63 139. Entre 1998 et 2017, la croissance annuelle moyenne s'affiche à 2,7 %, supérieure à la moyenne nationale de 2,4 %. Selon le recensement de 2023, la population de la ville monte à 69 529 habitants.
La ville est plutôt cosmopolite, puisque près de 59 % des habitants parlent le pendjabi, tandis qu'environ 22 % sont des Pachtounes parlant le pachto et 8 % des habitants ont l'hindko pour langue maternelle et 7 % l'ourdou.
Essentiellement musulmane, la ville inclut une minorité chrétienne, comptant environ 900 fidèles, ainsi qu'une petite  minorité de sikhs, 700 individus.
Le taux d'alphabétisation de la ville s'élève à 73 % en 2023 (contre une moyenne nationale de 61 %), dont 78 % pour les hommes et 68 % pour les femmes.
|            | 1972 (rec.) | 1981 (rec.) | 1998 (rec.) | 2017 (rec.) | 2023 (rec.) |
| ---------- | ----------- | ----------- | ----------- | ----------- | ----------- |
| Population | 16 721      | 27 132      | 37 976      | 63 139      | 69 529      |